# The Outside Track
 The Outside Track ist ein Folk-Ensemble für Keltische Musik und Bretonische Musik. Die 5 Mitglieder kommen aus Schottland, Irland und Nova Scotia in Kanada. Entsprechend vielfältig ist der Klang und das Repertoire der Band, die typischen Instrumente sind Geige, Akkordeon, Harfe, Gitarre und Flöte.
Weltweit bekannt wurde das Quintett durch seine Weihnachtstourneen, wo neben bekannten Balladen, eigenen Kompositionen und Arrangements auch Stille Nacht, heilige Nacht auf Gälisch zu Gehör gebracht wird. Ein ganz besonderes Highlight sind die Stepptanzeinlagen von Mairi Rankin. Regelmäßig ist das Ensemble auf großen Musikfestivals wie u. a. den Rheingau Musik Festival oder den Walkenrieder Kreuzgangkonzerten, Celtic Connections, Celtic Colours International Festival, Festival Mémoire et Racines, Goderich Celtic Roots Festival, Sidmouth Folk Festival, und der Whitby Folk Week zu Gast.
Seit der Gründung 2005 wurden The Outside Track und ihre Mitglieder mit zahlreichen internationalen Preisen ausgezeichnet. 2012 gewann es als „Beste Gruppe“ den Live Ireland Musik Award und den Tradition In Review Award. Zudem war es 2013 nominiert als „Bester Live-Akt“ für den MG Alba Scots Traditional Music Award.
2007 brachte die Band ihr Debütalbum heraus, viele weitere folgten. Das Album Flash Company erhielt 2013 den Preis der deutschen Schallplattenkritik.

„Das Feuilleton der FAZ schrieb: ... irische Mystik pur.“

## Diskografie (Auswahl)
- The Outside Track (2007)
- Curious Things Given Wings (2010)
- The Mountain Road (2012)
- Flash Company (2012)
- Light Up The Dark (2015)
- Rise Up (2018)
- Christmas Star (2019)
- Safe Home (2020)